# История почты и почтовых марок Болгарии
История почты и почтовых марок Болгарии делится на ранний период, соответствующий почтовой системе Османской империи, в составе которой находилась территория современной Болгарии (до 1878 года), и русской военно-полевой и гражданской почте в Болгарии (1877—1879); классический (1879—1944) и современный (с 1944 года) периоды. Собственные почтовые марки в этой стране печатаются с 1879 года.

## История болгарской почты

### Ранний период

#### Османское правление

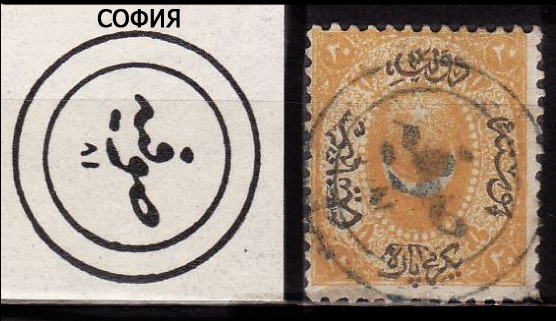
Почтовая марка Османской империи с гашением Софии, 1865(Mi #6)

До 1878 года территория Болгарии входила в состав Османской империи. Отметки об оплате корреспонденции производились вручную, затем — овальными почтовыми штемпелями. На заказной корреспонденции ставились оттиски небольших прямоугольных или овальных штемпелей. Начиная с 1863 года использовались почтовые марки Османской империи, которые гасились номерными штемпелями, а позднее штемпелями с названием города.

#### Русская почта
В ходе Русско-турецкой войны 1877—1878 годов турки нанесли большой урон болгарской почтово-телеграфной связи. Начиная с 12 (24) апреля 1877 года русские войска организовали на территории Болгарии военно-полевую почту, которая включала 21 полевое почтовое учреждение, и приступили к восстановлению прежних телеграфных линий и строительству новых. Русская военно-полевая почта функционировала до мая — июня 1879 года. Одновременно Гражданским управлением при Штабе русской армии в Болгарии была создана обычная почтовая служба.

### Почта Болгарии

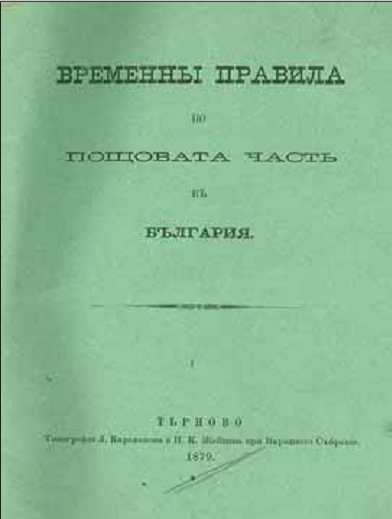
«Временные правила по почтовой части в Болгарии» (1879)

1 апреля 1879 года императорским российским комиссаром в Болгарии князем А. М. Дондуковым-Корсаковым были утверждены «Временные правила по почтовой части в Болгарии», составленные с учётом рекомендаций Почтового департамента Российской империи. Согласно этим правилам, управление и организация почтовой связью возлагались на Почтовое управление, которое первоначально было в ведении Министерства внутренних дел, а затем — Министерства иностранных дел Княжества Болгарии. Правила вступили в силу 1 мая 1879 года.
14 мая 1879 года русские чиновники передали в пользование Болгарии все почтовые и телеграфные станции со всем оборудованием и постройками. Всего было передано 39 почтовых и 26 телеграфных станций, 1630 км линий телеграфной связи, 64 телеграфных аппарата и другой инвентарь. Многие русские почтовые и телеграфные служащие и техники по собственной воле оставались работать на вновь созданных болгарских почтовых и телеграфных станциях. С этого времени в стране функционирует только одна почта — болгарская.
1 ноября 1881 года был утверждён новый почтовый закон «Временное положение о почте и телеграфе», при этом два управления — почтовое и телеграфное — объединились в одну дирекцию.
С развитием железных дорог в Болгарии стала быстро развиваться и железнодорожная почта. Общая длина железнодорожных почтовых маршрутов в 1886 году составила 539 км, в 1906 году — около 1586 км, а с 1939 года по настоящее время — 4641 км.
В начале 1894 года был принят Закон об организации сельской почты, в соответствии с которым она была объединена с городской. Это позволило обеспечить доставку корреспонденции в сельскую местность три раза в неделю. Этим же законом при муниципальных советах были организованы почтовые станции.

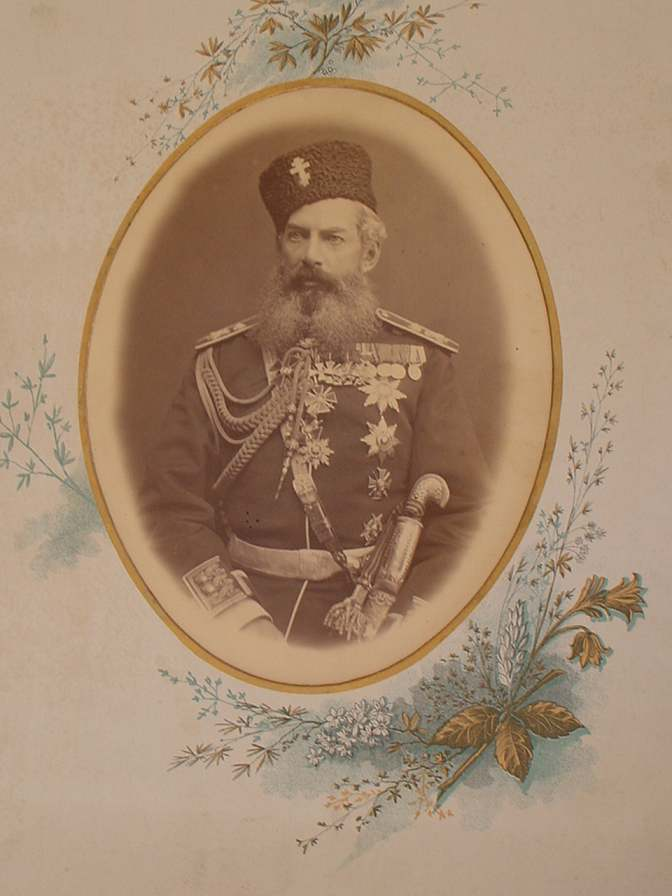
Портрет князя А. М. Дондукова-Корсакова в болгарской генеральской форме

До конца 1989 года инфраструктура связи Болгарии развивалась и функционировала как общая государственная отрасль, объединяющая развитие и эксплуатацию почтовой и электрической связи. Руководство в разное время осуществлялось разными по рангу структурами: Дирекция «Почта, телеграф, телефон», Министерство связи, Комитет по почте и электросвязи и т. д. В отдельные короткие периоды существовало Министерство транспорта и связи\.
Постановлением Совета министров Болгарии в конце 1992 года ЕООД. «Български пощи и далекосъобщения» («Болгарская почта и электросвязь») было разделено на две компании — одноличное общество с ограниченной ответственностью при участии государства «Български пощи» («Болгарская почта») и ЗАО при участии государства «Българска телекомуникационна компания» («Болгарская телекоммуникационная компания»). Позднее, 31 марта 1997 года, ООО «Български пощи» было преобразовано в акционерное общество со 100-процентной собственностью государства.

## Выпуски почтовых марок

### Классический период
1878—1908

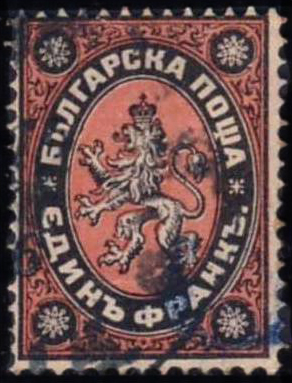
Почтовая марка Болгарии из первой серии, 1879(Mi #5)

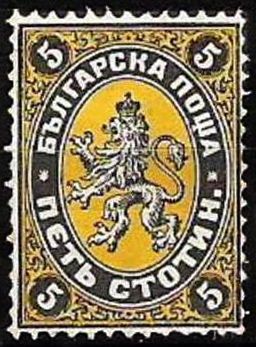
Почтовая марка Болгарии, 1881(Mi #7)

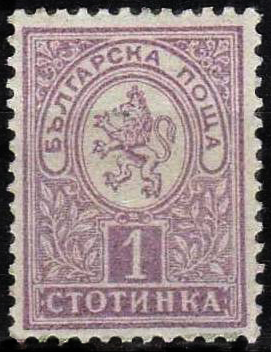
Почтовая марка Болгарии, тип «Малый лев», 1889(Mi #28A)

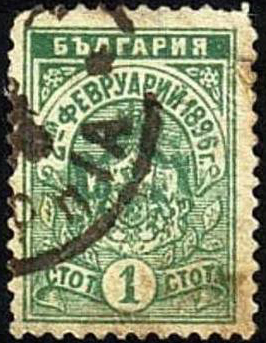
Первая коммеморативная марка Болгарии, 1896(Mi #40)

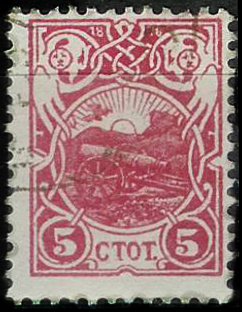
Марка Болгарии в честь 25-летия Апрельского восстания, 1900(Mi #48)

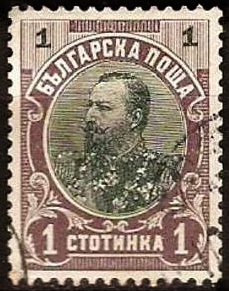
Марка Болгарии с портретом князя Фердинанда, 1901(Mi #50)

21 сентября 1878 года князь А. М. Дондуков-Корсаков сделал Почтовому департаменту Министерства внутренних дел Российской империи заказ на изготовление одного миллиона почтовых марок для болгарской внутренней корреспонденции. К письму прилагался проект рисунка марки — воспроизведение старинного болгарского символа, стоящего льва. Этот рисунок был предложен болгарином Георгием Кирковым, чиновником для особых поручений при софийском губернаторе П. В. Алабине. Были заказаны марки пяти номиналов во французской валюте: 5, 10, 20, 40 и 80 сантимов. Они соответствовали предполагаемым тарифам для оплаты простой корреспонденции внутри Болгарии: весовой сбор — 20 сантимов за каждый лот веса письма; заказные отправления — плюс 20 сантимов за заказ и 10 сантимов за расписку; бандерольные отправления (книги, афиши, объявления и т. п.) — 5 сантимов за каждые 3 лота веса.
В этом же письме А. М. Дондуков-Корсаков просил об ускорении изготовления марок для болгарской почты. Кроме того, он ставил вопрос об условиях обмена почтовой корреспонденцией между Болгарией и Россией. В ответном письме от 17 октября 1878 года департамент предлагал установить обмен почтовой корреспонденцией на общих основаниях. Основываясь на решениях Всемирной почтовой конвенции от 20 мая (1 июня) 1878 года, установившей международные таксы для пересылки закрытых писем в 25 сантимов за каждые 15 г веса, бандерольных отправлений — 5 сантимов за каждые 50 г и не свыше 25 сантимов за заказ (сверх весового сбора, включая плату за расписку в приёме почтового отправления). Почтовый департамент рекомендовал эти таксы для почтовых сношений Болгарии с Россией, указывая, что они могут быть также использованы и для внутренней болгарской корреспонденции. Номиналы почтовых марок в этом случае следовало бы установить в 5, 10, 25, 50 сантимов и 1 франк. Это предложение было принято.
Первая серия почтовых марок Болгарии — «сантимы» — поступила в обращение 11 апреля 1879 года. Миниатюры типа «Большой лев» были изготовлены в Санкт-Петербурге Экспедицией заготовления государственных бумаг (ЭЗГБ) в следующих количествах: 5 сантимов — 250 000 штук (первый тираж — 50 000 шт. и по заказам от 13 июля 1879 года и 21 мая 1900 года — ещё два тиража по 100 000 штук); 10 сантимов — 100 000 штук, 50 сантимов — 150 000 штук и 1 франк — 100 000 штук. Эти и последующие выпуски болгарских почтовых марок типа «Большой лев», изготовленные ЭЗГБ, имели такие же размеры рисунка и зубцовку, как и марки России, выпускавшиеся в то время. Они печатались на белой рифлёной бумаге с горизонтальными полосками (верже).
Первоначально для гашения марок использовались штемпели, унаследованные от русской гражданской почты. Впоследствии они были заменены.
В апреле 1881 года, в связи с введением в Болгарии новой валюты — болгарского лева, первая серия марок была переиздана и дополнена новыми номиналами. В декабре 1882 года эта серия была дополнена новыми номиналами, а марки прежних номиналов были выпущены в новых цветах. Миниатюры печатались в Санкт-Петербурге в ЭЗГБ.
В 1889 году вышла новая стандартная серия с изменённым рисунком типа «Малый лев». Марки печатались в Парижской национальной типографии (1889—1891), Венской государственной типографии (1892) и в Софийской государственной типографии (1893—1901).
Первая коммеморативная серия из четырёх марок поступила в обращение в феврале 1896 года. Миниатюры с государственным гербом Болгарии (образца 1880 года) вышли в честь принятия наследником престола Борисом православия. Марки печатались в Софии под руководством чешских мастеров, которые изготавливали клише. В апреле 1901 года вышла серия из двух марок в честь 25-летия Апрельского национально-освободительного восстания.
В апреле 1901 года вышла также серия из 12 стандартных марок с портретом князя Фердинанда. Они печатались в Санкт-Петербурге в картографическом отделении Военного министерства; известны без зубцов, в изменённых цветах и без портрета. Автором эскизов миниатюр был художник Стефан Баджов. Турецкая почта посчитала эти марки недействительными. По мнению турецкой стороны, Болгария не имела права помещать на миниатюрах портрет князя Фердинанда, состоящего также генерал-губернатором Восточной Румелии, которую Османская империя считала своей провинцией. За оплаченную этими марками корреспонденцию турецкая почта начала взыскивать двойную плату с получателей, признавая её нефранкированной. Болгария направила Порте ноту протеста по этому поводу. Марки с портретом князя были в обращении до 31 декабря 1911 года.
1908—1944

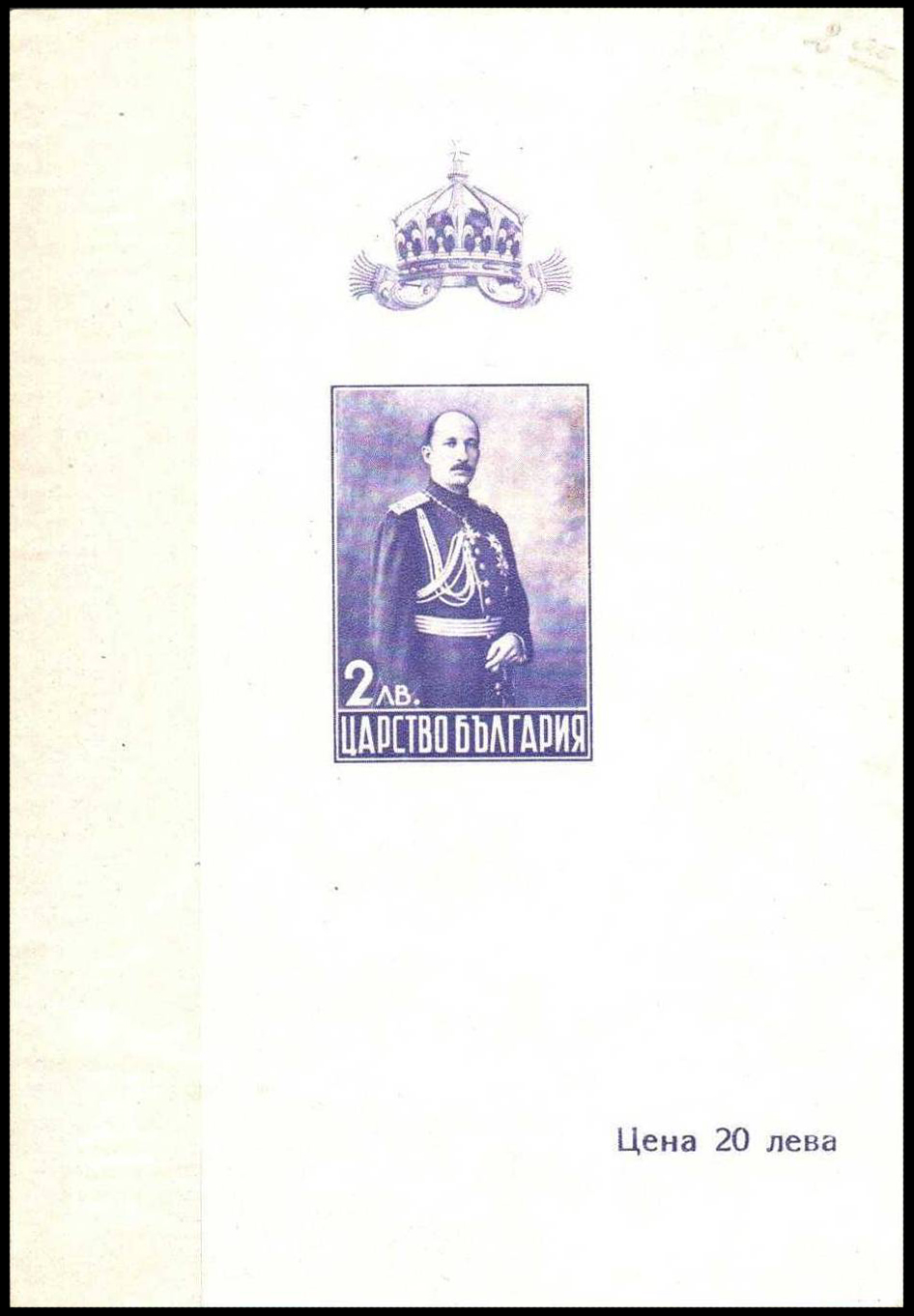
Первый почтовый блок Болгарии, 1937(Mi #Block1)

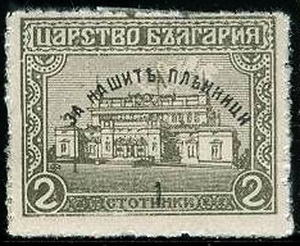
Первая почтово-благотворительная марка Болгарии, 1920(Mi #135)

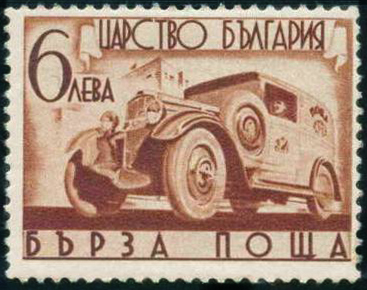
Экспрессная марка Болгарии, 1939(Mi #366)

22 сентября 1908 года Болгария была провозглашена царством, однако это событие не было отмечено на марках. Начиная с 1911 года вместо надписи болг. «Българска поща» (Болгарская почта) на миниатюрах начали писать «България». Лишь в 1917 году вышла серия, посвящённая оккупации (в болгарской версии — освобождению) Македонии, с полным названием — «Царство България». В дальнейшем марки с полным названием выходили в 1919 году и с 1937 по 1944 год. Иногда на марках было указано название государства на французском языке — «Bulgarie».
В феврале 1911 года в обращение поступила новая стандартная серия из 12 марок «Виды Болгарии и портреты». Эскизы марок были подготовлены художниками А. Митовым и Г. Евстатиевым. Клише были подготовлены в Великобритании фирмой «Брэдбери, Уилкинсон и Ко», а серия отпечатана в Риме в Полиграфическом институте ценных бумаг. Особый интерес представляют марки этой серии на письмах с гашениями турецкими штемпелями в оккупированных Болгарией во время Первой Балканской войны районах Фракии и Македонии. В августе 1913 года семь марок этой серии были выпущены с надпечаткой болг. «Освоб. война 1912—1913».
Первые почтово-благотворительные марки Болгарии вышли в июне 1920 года. Это была серия из 10 марок с надпечатками теста «За нашите пленници» («Нашим пленным») и нового номинала. Дополнительный сбор шёл в пользу болгарских военнопленных Первой мировой войны. Из-за высокой наценки эти марки практически не использовались для почтовых нужд.
В октябре 1937 года был выпущен первый почтовый блок Болгарии, посвящённый 19-й годовщине вступления на престол царя Бориса III.
В августе 1939 года вышла серия из пяти экспрессных марок с надписью «Бърза поща» («Экспресс-почта»).

### Современный период

Первая марка правительства Отечественного фронта, 1945(Mi #30)

Первая марка Народной Республики Болгария, 1946(Mi #571)

Почтовые марки Болгарии «Пятилетку — в сокращённые сроки!» (1959): надпечатки с уменьшением номинала — «5 ст.» на 45 и «3 ст.» на 28(Mi #??)

9 сентября 1944 года к власти в Болгарии пришло правительство Отечественного фронта. В январе 1945 года в обращение поступили первые марки нового правительства. Это были посылочные марки 1944 года с надпечаткой чёрного цвета лозунга «Всичко за фронта» («Всё для фронта») и нового номинала.
15 февраля того же года вышла серия стандартных марок с созданными художниками Иваном Баровым, Борисом Ангелушевым и Стефаном Кынчевым рисунками надпечаток двух типов с изображением самолёта и букв «ОФ» («Отечественный фронт»), причём на беззубцовых марках самолёт был изображён летящим вправо, а на зубцовых — влево.
7 сентября 1945 года была эмитирована серия памятных марок, посвящённых годовщине восстания 9 сентября. Рисунки марок были выполнены Иваном Баровым .
Провозглашение Болгарии народной республикой было отмечено в сентябре 1946 года выпуском серии из трёх марок с изображением статуи республики (гипс, София) и новым названием государства «Народна Республика България». С 1948 года название на марках стали писать сокращённо «Н. Р. България» или иногда «N. R. Bulgaria». Подобное написание сохранялось до 1989 года, после чего было изменено на «България / Bulgaria».

## Другие виды почтовых марок

### Авиапочтовые марки
Первая серия из двух болгарских авиапочтовых марок поступила в обращение 7 ноября 1927 года. Они представляли собой надпечатку силуэта самолёта на стандартных марках 1925 года. В апреле 1928 года серия была дополнена ещё двумя марками с надпечатками. Большую часть этих марок закупило Болгарское воздухоплавательное общество. В дальнейшем тираж был продан зарубежным филателистическим фирмам.

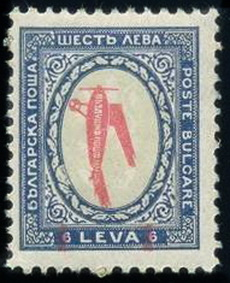
Первая авиапочтовая марка Болгарии, 1927(Mi #206)

8 ноября 1927 года состоялся пробный полёт по маршруту София — Русе — Варна, а 11 ноября по маршруту Варна — Русе — София. На борту самолётов находилась почта. Во всех трёх городах производилось гашение марок резиновым штемпелем, однако почтовая служба к выпуску этих штемпелей отношения не имела.
В 1931 году через Болгарию прошла авиалиния польской компании «LOT» Варшава — Бухарест — София — Салоники. Через несколько лет была организована воздушная линия Белград — София, которая просуществовала до начала Второй мировой войны. С помощью этих авиалиний почта из Болгарии отправлялась воздушным путём за границу. Открытию международных авиалиний посвящался выпуск специальных серий. Первая из них, состоявшая из семи марок, поступила в обращение в октябре 1931 года. На миниатюрах был изображён голубь, доставляющий письмо. Автором эскиза был художник Б. Денёв. На марках впервые появилась надпись «Въздушна поща» («Воздушная почта»).
9 мая 1932 года в обращение поступила серия из трёх авиапочтовых марок, посвящённых выставке аэрофилателии, которая проходила в Страсбурге (Франция). На миниатюрах художник Н. Бисеров изобразил самолёт Junkers G-31 над Рильским монастырём. Марки находились в обращении до 20 мая, то есть всего 11 дней, в период работы выставки в почтовых отделениях Софии, Пловдива, Варны, Бургаса, Русе, Лома, Габрово и Плевена. Марки этой серии гасились специальным календарным штемпелем авиапочты. Однако намеченные авиарейсы по маршруту София — Страсбург осуществить не удалось, и вся корреспонденция, погашенная этим штемпелем, была отправлена по железной дороге.

### Доплатные марки

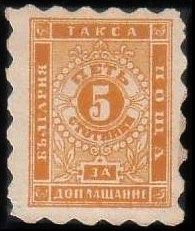
Первая доплатная марка Болгарии, 1884(Mi #1)

Доплатные марки выпускались в Болгарии с июля 1884 по октябрь 1951 года. В 1879—1884 годах в качестве доплатных использовались почтовые марки 1879—1882 годов выпуска с чёрной или синей надпечаткой буквы «Т» в круге. Аналогичный выпуск был произведён в декабре 1901 года в городе Русе. С 1921 года доплатные марки можно было использовать как почтовые для внутренней и в порядке исключения для международной корреспонденции.
Последний выпуск доплатных марок Болгарии вышел в июле 1951 года. Способом глубокой печати были напечатаны четыре марки с изображением нового государственного герба НРБ (лев и звёзды) номиналом в 1, 2, 8 и 20 левов. На марках была помещена надпись на болгарском языке: «За доплащане» («За доплату»).

### Марки дополнительного сбора

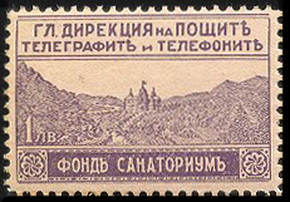
Марка дополнительного сбора, 1926(Mi #4)

Болгарская почта выпускала специальные марки дополнительного сбора за доставку внутренней корреспонденции в воскресенья и праздничные дни. Сбор шёл на постройку санатория для почтовых служащих. Первая серия из трёх таких марок вышла в сентябре 1925 года. На миниатюре номиналом в 1 лев был изображён женский монастырь Святого Константина и Елены (находился близ Варны, ныне практически разрушен), на миниатюрах номиналом в 2 и 5 левов — санаторий близ Софии. На марках надпись «Гл. Дирекция на пощитѣ, телеграфитѣ и телефонитѣ / Фондъ Санаториумъ» («Главная дирекция почт, телеграфов и телефонов / Фонд санатория»). Последний выпуск марок дополнительного сбора состоялся 1 октября 1950 года. На марках номиналом в 1, 2, 5 и 10 левов имелась надпись «Главна дирекция на П.Т.Т. / Фонд Санаториум» («Главная дирекция почт, телеграфов и телефонов / Фонд санатория»). Марки печатались в Софийской государственной типографии, на белой тонкой бумаге, за исключением первого выпуска, отпечатанного на зелёной бумаге.
Эти марки использовались также для оплаты корреспонденции до востребования и другой, а иногда — как почтовые марки. В каталоге «Ивер» они неверно названы марками для экспрессных отправлений (фр. «timbres pour lettres par expres»).

### Посылочные марки

Посылочная марка Болгарии, 1941(Mi #11)

В июле 1941 года вышла первая серия из 12 посылочных марок. Сюжетами марок стали почтовые весы, почтовые вагоны, почтовая машина «Крупп» и почтовый мотоцикл. В марте 1944 года вышла серия из девяти посылочных марок с новым гербом Болгарии (образца 1930 года). Это были последние посылочные марки страны. Все посылочные марки были изъяты из обращения в сентябре 1947 года.

### Служебные марки

Первая служебная марка Болгарии, 1942(Mi #1)

Болгарская почта выпускала служебные марки для государственных учреждений. Первые служебные марки вышли в июне 1942 года, на них был изображён большой государственный герб Болгарии. Последние служебные марки вышли в октябре 1950 года. Серия состояла из четырёх служебных марок номиналом в 2, 3, 5 и 9 левов с изображением государственного герба Болгарии, отпечатанных типографской печатью.
Дополнительно были сделаны два выпуска служебных марок отдельных местных общин: в 1945 году вышла серия из трёх марок с изображением символа Болгарии (льва) и номиналом в 2, 3 и 4 лева, а в 1946 году — серия из пяти беззубцовых марок с изображением льва и стилизованных колосьев, номиналом в 1, 2, 3, 4 и 5 левов. Оба выпуска напечатаны способом типографской печати.

## Болгарская почта за границей

### Почтовые отделения в Румынии

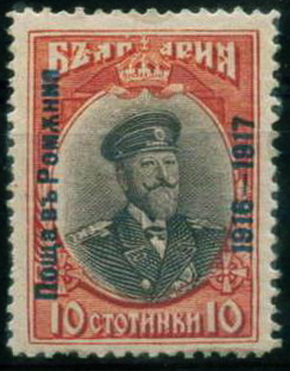
Почтовая марка болгарской оккупационной администрации Добруджи, 1917(Mi #3)

В марте 1917 года болгарская почта выпустила в обращение для оккупированного болгарскими войсками района Румынии Добруджа серию из четырёх марок Болгарии 1911 года «Виды Болгарии и портреты» с синими и красными типографскими надпечатками — болг. «Поща въ Ромѫния. 1916—1917» («Почта в Румынии. 1916—1917»). Марки были в обращении до 31 декабря 1918 года.

## Иностранные отделения в Болгарии
Как и в других частях Османской империи, на территории Болгарии действовали иностранные почтовые отделения. Так, например, австрийские почтовые отделения работали в Варне (1845—1884), Софии (1851—1880), Пловдиве (1859—1889), Бургасе (1860—1880) и Видине (1868—1880).
Французское почтовое отделение в Варне работало с 1856 по 1876 год. Оно использовало штемпель с надписью фр. «Varna — Bulgarie» («Варна — Болгария»), изъятый по требованию турецких властей и заменённый другим с надписью фр. «Varna — Européenne de la Turquie» («Варна — Европейская Турция»). Также в Варне в 1854 году работало английское почтовое отделение, использовавшее марки Великобритании и штемпель овальной формы с изображением короны между двумя звёздами.
В Бургасе работало русское почтовое отделение, которое использовало марки русской почты в Османской империи.

## Необычные марки
После вступления Болгарии в 1915 году в Первую мировую войну на стороне Центральных держав и успешных военных операций болгарских войск против Сербии и Румынии, почтовое ведомство страны объявило конкурс среди местных художников на лучшие эскизы марок в честь освобождения (оккупации) Македонии. В 1916 году было утверждено шесть эскизов, которые отправили для печати в Германию в Берлинскую имперскую типографию. Однако вследствие военных действий и последующих за войной событий серия была отпечатана и поступила в почтовое обращение лишь 11 июня 1921 года.
| Марки «запрещённой и конфискованной серии» (Mi #151—155)                              |
| ------------------------------------------------------------------------------------- |
|                                                                                       |
| Невыпущенная в обращение марка номиналом в 50 стотинок в каталоге «Михель» не указана |

На марках были изображены следующие сюжеты: портрет царя Фердинанда I в македонской одежде с лежащим внизу львом (художник Б. Маринов), горный хребет Шар-Планина (художник Р. Алексиев), портрет царя Фердинанда I на фоне карты Болгарии с Добруджей и Македонией, римский мост через реку Вардар у Скопье, город Охрид на Охридском озере с болгарскими часовыми у старинного орудия возле церкви Святого Климента и окопы у заворота речки Црна-Река с необычной рамкой в виде пулемётной ленты (художник Д. Гюдженов)
Последняя марка была задержана в государственном архиве и не была выпущена в продажу. Остальные миниатюры серии были выпущены лишь для внутреннего обращения. Однако 28 июня 1921 года эти марки были отозваны из всех почтовых отделений Болгарии и изъяты из обращения вследствие протеста правительства Королевства сербов, хорватов и словенцев, так как на них были изображены виды Македонии, отошедшей после войны к Королевству СХС. Впоследствии эта серия получила название «запрещённой и конфискованной».

## Развитие филателии

Почтовая марка Болгарии (1991), посвящённая 100-летию филателистической печати в Болгарии, с изображением обложки журнала «Тимброфил»(Mi #3900)

### Музей
В конце XIX столетия в Болгарии был создан национальный почтовый музей, при котором стала формироваться государственная коллекция почтовых марок.

### Журналы и общества
1 января 1891 года в городе Панагюриште известный деятель просвещения и культуры Анастас Хаджикирилов (Кирилов) начал издавать первый в Болгарии и на Балканском полуострове филателистический журнал «Тимброфил». Этот журнал сыграл заметную роль в популяризации филателии в Болгарии. На его страницах публиковались материалы, разъясняющие, что представляют собой почтовые марки, как их собирать. В 1991 году почта Болгарии отметила 100-летие филателистической печати в Болгарии выпуском почтовой марки с изображением титульного листа журнала «Тимброфил».
Первое болгарское филателистическое общество было создано в Пловдиве 26 сентября 1893 года. Печатным органом организации был журнал «Глас болгарского тимброфилского дружества», или сокращённо «Тимброфилски глас». Первый номер этого журнала вышел 15 октября 1893 года, а последний — шестой — 13 марта 1894 года. Общество получало марки от почтовой администрации и снабжала ими своих членов, а также налаживала обмен. Члены общества принимали участие в Международной филателистической выставке в Милане.
Трудности, связанные с выпуском первых филателистических журналов были настолько велики, что их издание пришлось приостановить. Вновь филателистические журналы и газеты начинают выходить в различных городах страны лишь в 1909 году. Так, например, 1 января 1909 года в Софии появился иллюстрированный филателистический журнал «Международен преглед», который редактировал В. Апостолов.
В ноябре 1925 года было основано Софийское филателистическое общество. В августе 1926 года начал выходить журнал «Пощенска марка» («Почтовая марка»). Он просуществовал до июля 1929 года. На его страницах публиковались статьи, заметки, информация о филателистической жизни в Болгарии, об истории почтового обращения различных марок и т. д.
С января 1931 года издание журнала «Пощенска марка» было возобновлено. С четвёртого номера он стал официальным печатным органом созданного в Софии «Первого болгарского филателистического общества». 21 января 1938 года вышел специальный номер журнала «Пощенска марка», в котором указывалось, что он стал органом учредительного комитета, а его редактором назначен Стефан Симов. Главная задача этого издания состояла в том, чтобы всячески содействовать созданию болгарского союза филателистов. Учредительный конгресс национальной филателистической организации Болгарии — Союза болгарских филателистов (СБФ) состоялся 16—17 июня 1938 года в Софии. По его решению журнал «Пощенска марка» стал органом СБФ. Издание этого журнала было прекращено после выхода декабрьского номера за 1943 год. В январе 1947 года журнал «Пощенска марка» стал выходить вновь. В 1948 году он был переименован в «Филателен преглед» («Филателистическое обозрение»). С января 1959 года он стал органом Министерства связи Болгарии и СБФ. Журнал издаётся на болгарском языке и начиная с 1940 года и поныне выходит ежемесячно. Он содержит информацию о филателистических новинках стран мира и специальные статьи по филателии. СБФ — один из старейших членов Международной федерации филателии (ФИП).

### Выставки
Неотъемлемой частью филателистического движения в Болгарии являются филателистические выставки, проводимые на национальном и международном уровнях. Так, в мае 1974 года в Софии была организована Всемирная молодёжная филателистическая выставка «Младост ’74». На ней были представлены 189 экспонатов филателистов из 52 стран. В ходе выставки была выбрана «Мисс Филателия», и этот титул достался болгарке Жермен Константиновой. Через десять лет, 5—11 октября 1984 года, аналогичную выставку «Младост ’84» принимал Плевен. В выставке приняли участие представители из 35 стран, которые показали около 400 работ. Лучшей болгарской представительницей стала Людмила Йорданова.
В период Народной Республики Болгария также организовывались традиционные филателистические выставки «Москва—София», экспозиции которых были составлены из работ коллекционеров двух столичных городов. Например, в 1975 году такая выставка была развёрнута 18—25 ноября в Центральном доме Советской Армии имени М. В. Фрунзе. По случаю организации выставки в СССР были подготовлены художественный маркированный конверт и специальный почтовый штемпель. Последний использовался в дни проведения выставки и был выполнен по эскизу художника Ю. Арцименева. Выставка была посвящена XXV съезду КПСС. В конкурсном классе участвовали 32 коллекции, из которых пять были награждены золотыми медалями, четыре — позолоченными, восемь — серебряными и девять — бронзовыми. Среди отличившихся собраний из Болгарии были названы:
- «Болгария — классика» (А. Пенчев, золотая медаль),
- коллекция советских почтовых марок 1917—1941 годов (Д. Диамандиев, золотая медаль),
- «Почта в Румынии» (Д. Маляков, позолоченная медаль и специальный приз клуба филателистов при Центральном Доме работников искусств),
- «Георгий Димитров — вождь, учитель, трибун» (А. Талви, НРБ, позолоченная медаль),
- «Болгария — Малый лев» (Э. Дандалов, серебряная медаль).

Из экспонатов советских участников были награждены следующие:
- «Фрагменты из генеральной коллекции марок Болгарии» (А. Водяницкий, золотая медаль и специальный приз правления СБФ,
- «Почтовые штемпеля Москвы до 1917 года» (О. Форафонтов, золотая медаль),
- «Почтовые карточки Болгарии» (П. Мазур, золотая медаль),
- разработка почтовых марок по болгарскому искусству (С. Лучишкин, серебряная медаль и специальный приз правления Софийского общества СБФ).

Среди коллекций юных филателистов бронзовыми медалями и специальными призами были отмечены работы Явора Стоянова (12 лет) и филателистического кружка 21-й профтехшколы имени Христо Ботева (София).
В 1975 году Болгария принимала Международную филателистическую выставку «Балканфила-V». В связи с этим 21 августа того же года тиражом 200 тысяч была выпущена серия марок, художником которой был С. Кинчев. На двух перфорированных марках, выполненных способом глубокой печати и имевших номиналы в 2 и 13 стотинок, были изображены соответственно Кирилл и Мефодий и икона из Собора Святой Софии. На почтовом блоке номиналом в 50 стотинок (тираж 120 тысяч штук) была запечатлена церковь. В день выпуска все марки гасились специальными штемпелями.